# 上东站
上東站（：／ Sangdong yeok */?）是京釜線沿線的一座鐵路車站，位于韓國庆尚南道密陽市上東面金山里，有無窮花號列車停靠。

## 車站結構
站體為2面4線的雙島式月台。

### 月台配置
| ↑ 清道      |
| ２ \| １ \| |
| 密陽 ↓      |

| 月台 | 路線   | 車種     | 目的地                  |
| ---- | ------ | -------- | ----------------------- |
| 1    | 京釜線 | 無窮花號 | 往 釜山、馬山、晉州方向 |
| 2    | 京釜線 | 無窮花號 | 往 大田、水原、首爾方向 |

## 历史
- 1906年5月15日，落成使用，当时的站名是榆川站。
- 1952年9月27日，站舍在朝鲜战争中毁坏。
- 1956年1月12日，新站舍竣工。
- 2000年1月1日，车站改为现名。

## 车站周边
- 密陽上東郵政局
- 上東初等学校、中学
- 上東体育公園
- 洛東江

## 相鄰車站
韓國鐵道公社
京釜線
新巨－上東－密陽